# Hippodrome de Saint-Aubin-lès-Elbeuf
L'hippodrome de Saint-Aubin-lès-Elbeuf, également appelé « hippodrome des Brûlins », est un champ de courses situé sur la rive droite de la Seine, à quelques kilomètres seulement de Rouen. Il est situé dans le département de Seine-Maritime et en région Normandie.
L'hippodrome de Saint-Aubin est l'un des dix-sept hippodromes de la Fédération des courses d'Île-de-France et de Haute-Normandie.
C'est un hippodrome de 3e catégorie qui accueille des réunions de trot.

## Infrastructures
Avec sa piste en sable corde à gauche, l'hippodrome dispose également d'un hall de paris et d'une tribune permettant d'accueillir environ 800 personnes.
La tour des commissaires, tout en bois, s'inscrit dans le paysage nature de cet hippodrome pourtant situé en pleine zone pavillonnaire.

## Courses
L'hippodrome de Saint-Aubin permet de parier en PMH (Pari Mutuel Hippodrome) sur les courses se déroulant sur sa piste mais propose également des prises de paris nationaux grâce à son guichet PMU et ses retransmissions d'Équidia.

## Animations
L'hippodrome propose des animations notamment pour les plus petits : jardin d'enfants et un manège à poneys présents lors de toutes les réunions de courses.

## Calendrier 2010
L'hippodrome accueille 7 réunions de courses par an, d'avril à juillet :
- dimanche 2 mai - trot
- vendredi 8 mai - trot
- dimanche 17 mai - trot
- dimanche 7 juin - trot
- dimanche 21 juin - trot
- dimanche 28 juin - trot
- samedi 4 juillet - trot - semi-nocturne

## Galerie photos

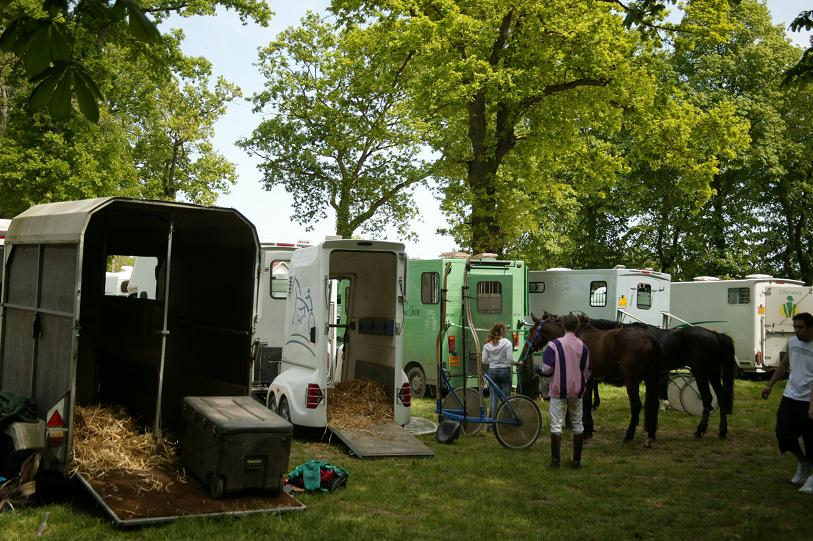
Vans
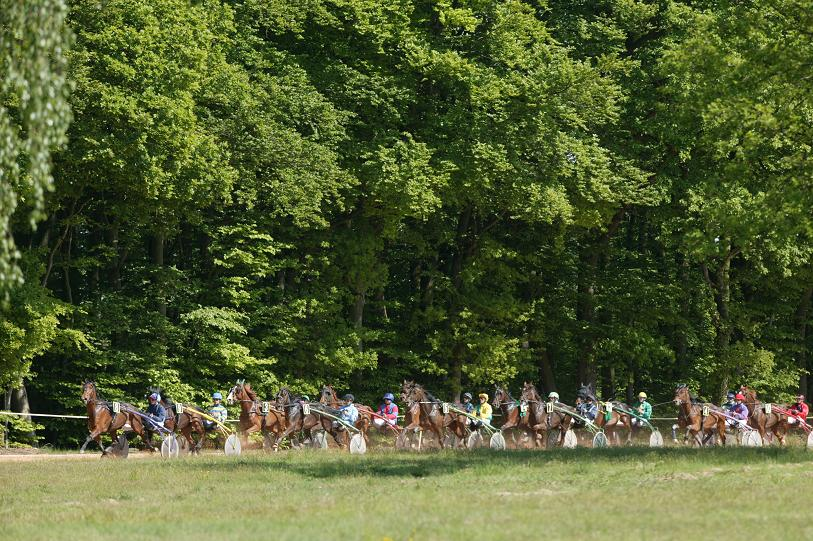
Trot attelé
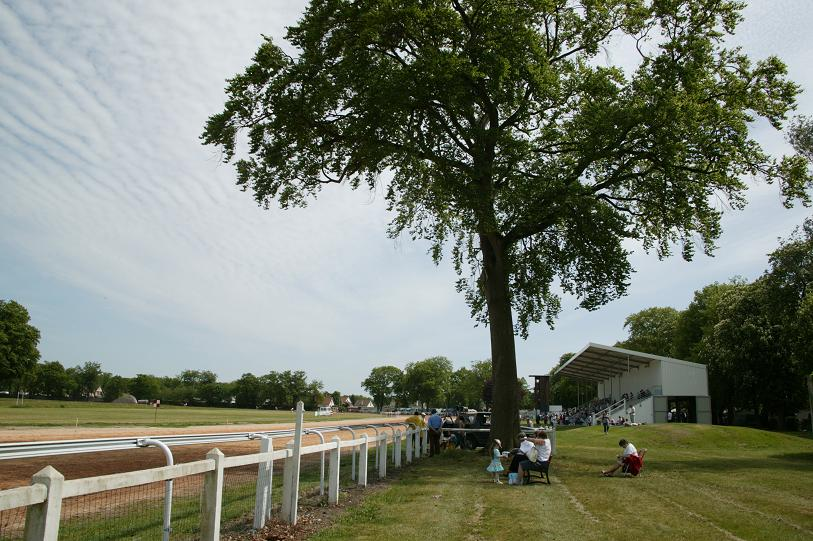
Vue générale
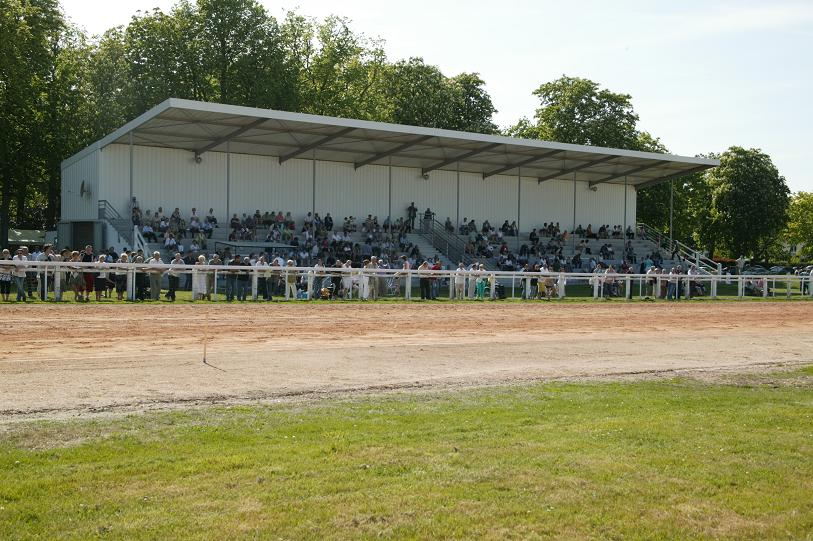
Tribune
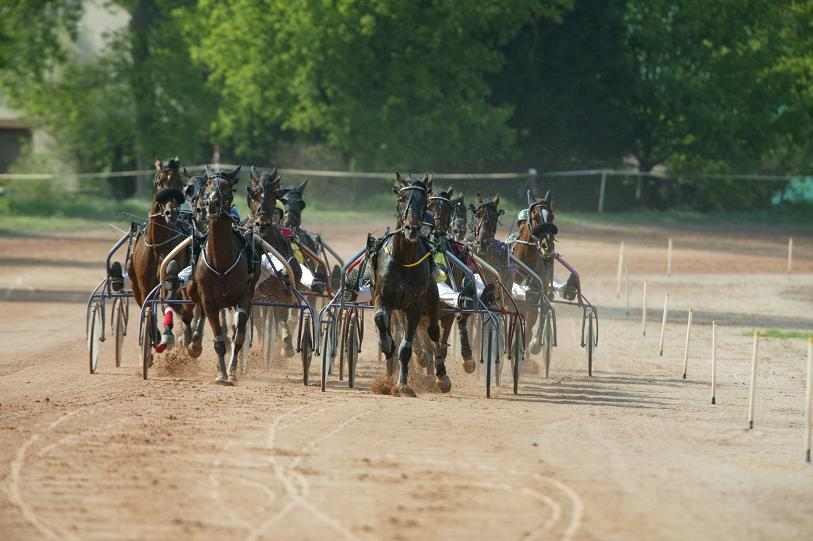
Trot attelé
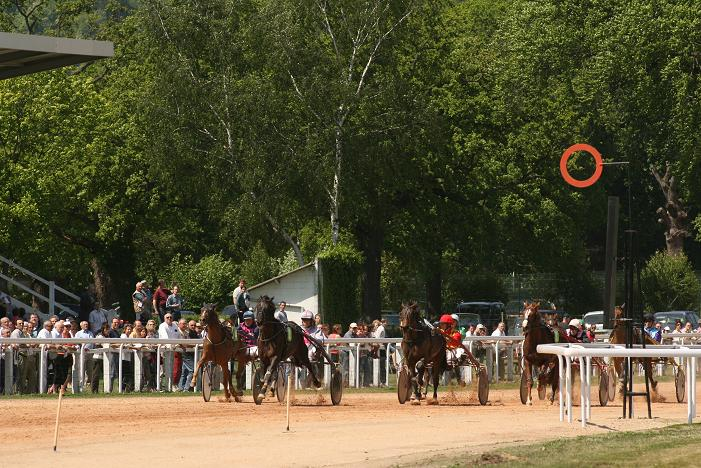
Arrivée
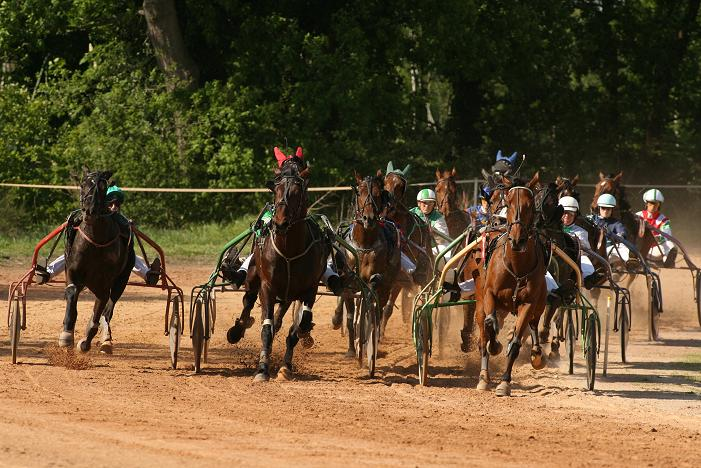
Trot attelé

## Accès à l'hippodrome
L'hippodrome se situe en plein cœur de Saint-Aubin-lès-Elbeuf.
- Accès en voiture : A 13 sortie Tourville-la-Rivière, sur la commune de Saint-Aubin-lès-Elbeuf
- Accès en train : gare d'Elbeuf - Saint-Aubin
- Accès en avion : aéroport de Rouen